# Alejandro Escudero
Alejandro Escudero (Buenos Aires, 4 de mayo de 1956 - Lima, 19 de octubre de 2014) fue un actor argentino de cine, teatro y televisión.
Se dedicó a la actuación, la dirección, la docencia y la escritura. Publicó dos libros de poemas.

## Biografía
Alejandro Escudero nació en Buenos Aires, Argentina, en una familia de artistas. Su padre era el director Pedro Escudero y su madre, la actriz Berta Castelar.
Comenzó su carrera en la popular telenovela Un mundo de veinte asientos (1978-1979), junto al actor Claudio Levrino y Gabriela Gili.
En 1989, participó en la película Eversmile, New Jersey ―que en Argentina se llamó Eterna sonrisa de New Jersey― en el papel del Hermano Segundo. Se trató de una comedia dramática dirigida por Carlos Sorín y protagonizada por Daniel Day-Lewis, Mirjana Joković, Gabriela Acher, Ignacio Quirós, Boy Olmi, Eduardo D’Ángelo y Rubén Patagonia.
En teatro, participó de Polvo de estrellas y Los Muppets.
A principios de los años 2000, Escudero viajó a Lima para realizar algunos proyectos con el director Osvaldo Cattone. En 2004, el productor Michel Gómez lo convocó para participar en la telenovela peruana Eva del Edén, filmada en las serranías limeñas, junto con Mónica Sánchez (Eva) y Diego Bertie (Roldán). Allí interpretó al padre Luis de Olvera. El actor fue el único actor extranjero convocado para este trabajo. Fue recomendado por la reconocida actriz Amelia Bence.
Al terminar esa novela, Escudero retornó a Lima donde presentó un unipersonal (monólogo) en el teatro Marsano.
En 2005, trabajó en la obra El fantasma, en Lima.
Escudero dirigió obras de teatro y dictó seminarios de actuación. Participó en la obra Nuestro pueblo y realizó unipersonales.
Trabajó también en la obra de teatro Doce hombres en pugna.
Falleció en Lima, Perú el 19 de octubre de 2014.

## Filmografía
- 1978-1979: Un mundo de veinte asientos (telenovela), como Quique.[6]
- 1980: Trampa para un soñador (telenovela), con Antonio Grimau y Cristina Alberó; como Cacho.
- 1982: Llévame contigo (telenovela) por Canal 9, protagonizada por Pablo Alarcón y Cristina Alberó; como Eduardo.[6]
- 1983: Esa provinciana (serie de televisión), con Juan José Camero y Camila Perissé; como Héctor.[6]
- 1984: Amor gitano (telenovela), con Arnaldo André y Luisa Kuliok.
- 1985: Coraje mamá (serie de televisión), con María Aurelia Bisutti y Raúl Aubel; como Alejandro.
- 1986: El vidente (telenovela) por Canal 9, protagonizada por Arnaldo André y Gigí Ruá.
- 1989: Eversmile, New Jersey (largometraje), como Hermano Segundo.[7]
- 2004: Eva del Edén (telenovela), como el padre Luis de Olvera.
- 2011: La Perricholi, como el Arzobispo Diego Antonio de Parada.